# Селвик, Эйнар
Эйнар Селвик (норв. Einar Selvik; род. 18 ноября 1979 года в Бергене), более известный под псевдонимом Kvitrafn (Квитрафн) — норвежский музыкант, наиболее известный как барабанщик блэк-метал-группы Gorgoroth в 2000—2004 годах. С 2003 года Селвик возглавляет фолк-проект Wardruna, основанный совместно с экс-вокалистом Gorgoroth Гаалом; международную известность Селвику принесло написание музыки для сериала «Викинги»; так же саундтреки к видеоигре Assassin’s Сreed: Valhalla, в последнем он также участвовал в качестве актёра.

## Биография
Эйнар Селвик — приверженец неоязычества, характеризуемого анимизмом. В интервью 2017 года с Morgenbladet, рассказывая о своём мировоззрении, он сказал, что является «решительным сторонником индивидуальной ответственности. Никто не умер за мои грехи. Это слегка языческая концепция: боги помогают только тому, кто сам помогает себе. Концепция отражает то, что ты сам для себя бог, ты несёшь ответственность за свои действия, за то, что привнёс в этот мир».

## Дискография

### С Mortify
- 1995 — Skuggerike (демо)

### С Bak de Syv Fjell
- 1996 — Rehearsal (демо)
- 1997 — From Haavardstun EP

### С Gorgoroth
- 2003 — Twilight of the Idols
- 2008 — Black Mass Krakow 2004 (2008)

### C Wardruna
- Runaljod — Gap Var Ginnunga (2009)
- Runaljod — Yggdrasil (2013)
- Runaljod — Ragnarok (2016)
- Skald (2018)
- Kvitravn (2021)
- Birna (2025)

### C Jotunspor
- Gleipnirs Smeder (2006)

### CSahg
- I (2006)

### C Dead to this World
- First Strike for Spiritual Renewance (2007)

### C Skuggsjá
- A Piece for Mind & Mirror (2016)

### С Ivar Bjørnson & Einar Selvik
- Hugsjá (2018)

### В сотрудничестве сLeague of Legends
- Volibear, the Thunder’s Roar (2020)[3]

### СUbisoft
- Assassin’s Creed Valhalla (2020)